# Kuta (gmina Kalinovik)
Kuta (cyr. Кута) – wieś w Bośni i Hercegowinie, w Republice Serbskiej, w gminie Kalinovik. W 2013 roku liczyła 26 mieszkańców.